# Coniopteryx unguigonarcuata
Coniopteryx unguigonarcuata är en insektsart som beskrevs av H. Aspöck och U. Aspöck 1968. Coniopteryx unguigonarcuata ingår i släktet Coniopteryx och familjen vaxsländor. Inga underarter finns listade i Catalogue of Life.